# Грінсбург (Індіана)
Грінсбург (англ. Greensburg) — місто (англ. city) в США, в окрузі Декатур штату Індіана. Населення — 12 312 особи (2020).

## Географія
Грінсбург розташований за координатами 39°21′4″ пн. ш. 85°30′4″ зх. д. / 39.35111° пн. ш. 85.50111° зх. д. (39.351019, -85.501189).  За даними Бюро перепису населення США в 2010 році місто мало площу 24,13 км², з яких 24,01 км² — суходіл та 0,12 км² — водойми.

### Клімат
| Клімат : Грінсбург    | Клімат : Грінсбург | Клімат : Грінсбург | Клімат : Грінсбург | Клімат : Грінсбург | Клімат : Грінсбург | Клімат : Грінсбург | Клімат : Грінсбург | Клімат : Грінсбург | Клімат : Грінсбург | Клімат : Грінсбург | Клімат : Грінсбург | Клімат : Грінсбург | Клімат : Грінсбург |
| Показник              | Січ.               | Лют.               | Бер.               | Квіт.              | Трав.              | Черв.              | Лип.               | Серп.              | Вер.               | Жовт.              | Лист.              | Груд.              | Рік                |
| Середній максимум, °C | 2,8                | 4,4                | 10,6               | 17,2               | 22,8               | 27,8               | 30,0               | 29,4               | 26,1               | 19,4               | 11,1               | 4,4                | 17,2               |
| Середній мінімум, °C  | −6,7               | −5,6               | 0,0                | 5,6                | 11,1               | 15,6               | 17,8               | 16,7               | 12,8               | 6,7                | 1,1                | −4,4               | 5,9                |
| Норма опадів, мм      | 79                 | 64                 | 99                 | 99                 | 112                | 107                | 102                | 86                 | 79                 | 74                 | 81                 | 79                 | 1062               |
| Днів з опадами        | 10                 | 8                  | 10                 | 12                 | 12                 | 10                 | 9                  | 8                  | 8                  | 8                  | 9                  | 10                 | 114                |
| --------------------- | ------------------ | ------------------ | ------------------ | ------------------ | ------------------ | ------------------ | ------------------ | ------------------ | ------------------ | ------------------ | ------------------ | ------------------ | ------------------ |
| Джерело: Weatherbase  |                    |                    |                    |                    |                    |                    |                    |                    |                    |                    |                    |                    |                    |

## Демографія
Згідно з переписом 2010 року, у місті мешкали 11 492 особи в 4661 домогосподарстві у складі 2927 родин. Густота населення становила 476 осіб/км².  Було 5185 помешкань (215/км²).
Расовий склад населення:
| - 96,1 % — білих - 1,3 % — азіатів - 0,4 % — чорних або афроамериканців - 0,2 % — корінних американців |

До двох чи більше рас належало 0,9 %. Частка іспаномовних становила 2,4 % від усіх жителів.
За віковим діапазоном населення розподілялося таким чином: 25,0 % — особи молодші 18 років, 59,4 % — особи у віці 18—64 років, 15,6 % — особи у віці 65 років та старші. Медіана віку мешканця становила 37,0 року. На 100 осіб жіночої статі у місті припадало 91,9 чоловіків;  на 100 жінок у віці від 18 років та старших — 87,7 чоловіків також старших 18 років.
Середній дохід на одне домашнє господарство  становив 53 386 доларів США (медіана — 44 744), а середній дохід на одну сім'ю — 62 549 доларів (медіана — 54 754). Медіана доходів становила 41 274 долари для чоловіків та 31 082 долари для жінок. За межею бідності перебувало 18,9 % осіб, у тому числі 33,6 % дітей у віці до 18 років та 9,2 % осіб у віці 65 років та старших.
Цивільне працевлаштоване населення становило 5870 осіб. Основні галузі зайнятості: виробництво — 36,4 %, освіта, охорона здоров'я та соціальна допомога — 15,2 %, мистецтво, розваги та відпочинок — 11,1 %, роздрібна торгівля — 10,7 %.